# Long Island Sound
Long Island Sound – zatoka Oceanu Atlantyckiego, w USA. Zatoka oddziela wyspę Long Island od kontynentu.
Linia brzegowa zatoki jest bardzo dobrze rozwinięta. 
Nad zatoką leży: Nowy Jork, New London oraz New Haven.